# سيباستيان فوبان

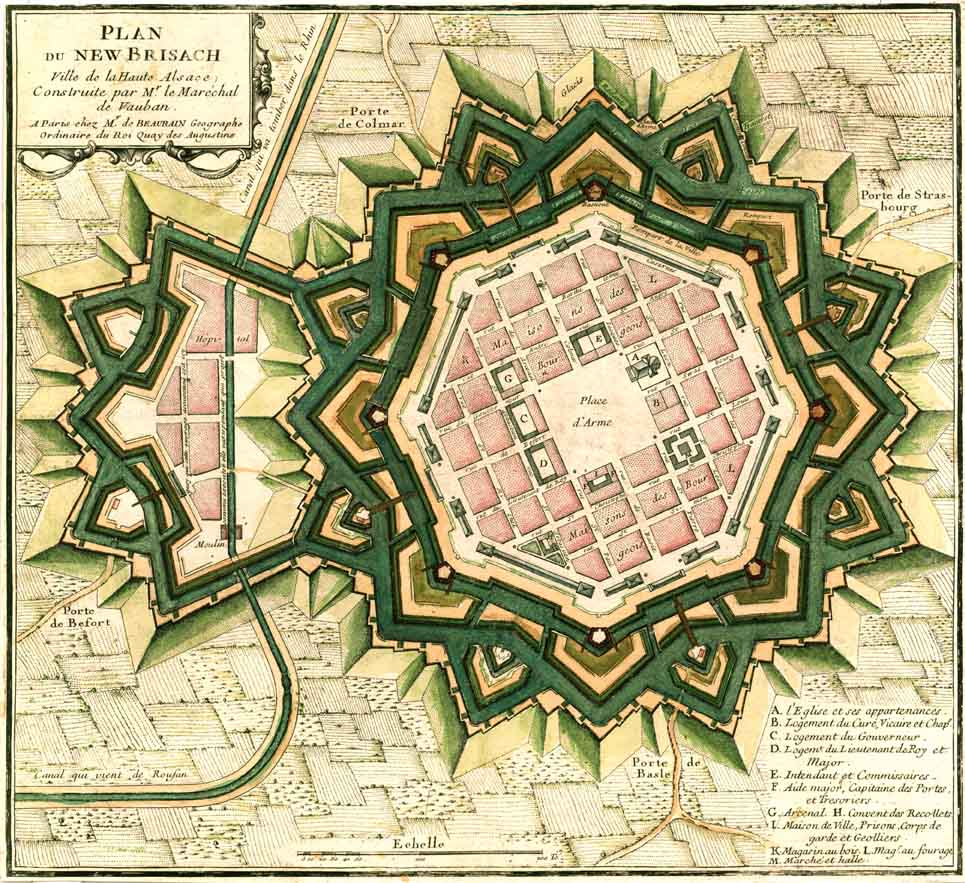
حصن فوبان في نيوف-بريساش، فرنسا.

سيباستيان فوبان (بالفرنسية: Sébastien Le Prestre de Vauban) أو المركيز دو فوبان (1633 م - 1707 م) مهندس عسكري فرنسي.
في بعض الحروب ينبغي محاصرة بعض المدن والقلاع والحصون. وللقيام بذلك بفعالية كانت الضرورة تقضي باستخدام مهندسين عسكريين يفهمون تقينات لَغْم القلاع، وتشييد التحصينات، وتفكيك المباني، وما إلى ذلك. وكان في خدمة الملك لويس الرابع عشر أحد أبرز المهندسين العسكريين وألمعهم سيباستيان لوبريتر فوبان، الذي قام طوال جيل كامل، ومن حوالي عام 1655 م بالحصار علمياً، وبشكل شامل، وناجح على الغالب الكثير من القلاع والتحصينات الشهيرة، وبخاصة على طول الحدود بين فرنسا وهولندا. وقد مُنح سيباستيان فوبان رتبة مارشال من مارشالية فرنسا سنة 1703 م.

## روابط خارجية
- سيباستيان فوبان على موقع الموسوعة البريطانية (الإنجليزية)
- سيباستيان فوبان على موقع إن إن دي بي (الإنجليزية)